# Sericodes greggii
Sericodes greggii là một loài thực vật có hoa trong họ Zygophyllaceae. Loài này được A. Gray miêu tả khoa học đầu tiên năm 1852.